# Lucy Campbell
Pour les articles homonymes, voir Campbell.
Lucy Jean Campbell est une mathématicienne appliquée et analyste numérique de la Barbade, de la Jamaïque, du Ghana et du Canada, spécialisée dans les applications de la dynamique des fluides à la modélisation de l'atmosphère terrestre et des océans. Au-delà de la dynamique des fluides, elle a également étudié les méthodes de traçage des sources d'émissions de gaz à effet de serre. Elle est professeure agrégée à l'École de mathématiques et de statistique de l'université Carleton.

## Enfance et éducation
Campbell est née à la Barbade. Son père, Merville O'Neale Campbell, est mathématicien à l'université des Indes occidentales et a été la première personne de la Barbade à obtenir un doctorat en mathématiques. Sa mère, une enseignante, est originaire du Ghana, où son père a enseigné avant son retour à la Barbade en 1964. En 1967, la famille déménage dans un autre campus de l'université des Antilles en Jamaïque, où Campbell a grandi. Elle écrit qu'elle a toujours voulu devenir éducatrice, visant plus spécifiquement les mathématiques après avoir trouvé que c'était déjà son meilleur sujet en tant que préscolaire.  
Campbell fait ses études de premier cycle en mathématiques à l'université des sciences et technologies Kwame Nkrumah au Ghana, où elle obtient son diplôme avec mention. Après des études supplémentaires à l'université de Cambridge, elle part à l'université McGill au Canada, où elle travaille avec Sherwin Maslowe. Elle obtient une maîtrise à McGill en 1996, avec une thèse de maîtrise sur Forced Rossby Wave Packets in a Zonal Shear Flow in the Presence of Critical Layers. En 2000, elle y termine son doctorat, avec une thèse intitulée Nonlinear Critical Layer Development of Forced Wave Packets in Geophysical Shear Flows,. 

## Fin de carrière
Après avoir terminé son doctorat, Campbell effectue des recherches postdoctorales en physique de l'atmosphère à l'université de Toronto, en collaboration avec Ted Shepherd (en),. Elle rejoint la faculté de Carleton en 2003.  

## Prix et distinctions
En 2019, la Société canadienne de mathématiques appliquées et industrielles a décerné à Campbell le prix Arthur Beaumont pour service distingué, en reconnaissance de son service en tant qu'organisatrice de congrès sur la dynamique des fluides et en tant qu'officier de la société.  